# Lee Vining
Lee Vining est une localité non incorporée du comté de Mono, en Californie, aux États-Unis. Elle est située à 34 km au sud-sud-est de Bridgeport, au pied de la Sierra Nevada, sur la rive sud-ouest du lac Mono, à 2 067 m d'altitude.

## Démographie
| Groupe            | Lee Vining | Californie | États-Unis |
| ----------------- | ---------- | ---------- | ---------- |
| Blancs            | 56,8       | 57,6       | 72,4       |
| Autres            | 28,8       | 36,7       | 23,8       |
| Amérindiens       | 11,3       | 1,0        | 0,9        |
| Métis             | 2,1        | 4,9        | 2,9        |
| Total             | 100        | 100        | 100        |
|                   |            |            |            |
| Latino-Américains | 43,24      | 37,6       | 16,7       |